# 24e cérémonie des Dallas-Fort Worth Film Critics Association Awards
La 24e cérémonie des Dallas-Fort Worth Film Critics Association Awards (DFWFCA Awards), décernés par la Dallas-Fort Worth Film Critics Association, a eu lieu le 15 décembre 2014 et a récompensé les films réalisés dans l'année.

## Palmarès

### Meilleur film
1. Birdman
2. Boyhood
3. Imitation Game (The Imitation Games)
4. Une merveilleuse histoire du temps (The Theory of Everything)
5. The Grand Budapest Hotel
6. Whiplash
7. Gone Girl
8. Selma
9. Wild
10. Night Call (Nightcrawler)

### Meilleur réalisateur
1. Alejandro González Iñárritu pour Birdman
2. Richard Linklater pour Boyhood
3. Wes Anderson pour The Grand Budapest Hotel
4. David Fincher pour Gone Girl
5. Ava DuVernay pour Selma

### Meilleur acteur
1. Michael Keaton pour le rôle de Riggan Thomson dans Birdman
2. Eddie Redmayne pour le rôle de Stephen Hawking dans Une merveilleuse histoire du temps (The Theory of Everything)
3. Benedict Cumberbatch pour le rôle d'Alan Turing dans Imitation Game (The Imitation Game)
4. Jake Gyllenhaal pour le rôle de Louis Bloom dans Night Call (Nightcrawler)
5. Timothy Spall pour le rôle de J. M. W. Turner dans Mr. Turner

### Meilleure actrice
1. Reese Witherspoon pour le rôle de Cheryl Strayed dans Wild
2. Julianne Moore pour le rôle du Dr Alice Howland dans Still Alice
3. Rosamund Pike pour le rôle d'Amy Elliot-Dunne dans Gone Girl
4. Felicity Jones pour le rôle de Jane Wilde Hawking dans Une merveilleuse histoire du temps (The Theory of Everything)
5. Marion Cotillard pour le rôle de Sandra Bya dans Deux jours, une nuit

### Meilleur acteur dans un second rôle
1. J. K. Simmons pour le rôle de Terence Fletcher dans Whiplash
2. Edward Norton pour le rôle de Mike Shiner dans Birdman
3. Ethan Hawke pour le rôle de Mason Sr. dans Boyhood
4. Mark Ruffalo pour le rôle de Dave Schultz dans Foxcatcher
5. Alfred Molina pour le rôle de George dans Love Is Strange

### Meilleure actrice dans un second rôle
1. Patricia Arquette pour le rôle d'Olivia dans Boyhood
2. Emma Stone pour le rôle de Sam Thomson dans Birdman
3. Keira Knightley pour le rôle de Joan Clarke dans Imitation Game (The Imitation Game)
4. Jessica Chastain pour le rôle d'Anna Morales dans A Most Violent Year
5. Laura Dern pour le rôle de Bobbi dans Wild

### Meilleur scénario
1. Birdman – Alejandro González Iñárritu, Nicolás Giacobone, Alexander Dinelaris et Armando Bo
2. Boyhood – Richard Linklater

### Meilleure photographie
1. Birdman – Emmanuel Lubezki
2. Interstellar – Hoyte van Hoytema

### Meilleure musique de film
1. Interstellar – Hans Zimmer

### Meilleur film en langue étrangère
1. Snow Therapy (Turist) •  France  Suède
2. Ida •  Pologne
3. Winter Sleep  • Modèle:Turkie
4. Léviathan (Левиафан) •  Russie
5. Les Nouveaux Sauvages (Relatos salvajes) de Damián Szifrón •  Argentine

### Meilleur film d'animation
1. La Grande Aventure Lego (The Lego Movie)
2. Big Hero 6

### Meilleur film documentaire
1. Citizenfour
2. Life Itself
3. Jodorowsky's Dune
4. The Overnighters
5. The Great Invisible

### Russell Smith Award
Meilleur film indépendant
- Boyhood